# 황비철석
황비철석(黃砒鐵石) 또는 아르시노파이라이트(Arsenopyrite, IMA 기호: Apy)은 황화철석(FeAsS)이다. 경도(모스 경도 5.5~6)가 높고 불투명한 금속성 회색에서 은백색을 띠는 광물로, 비중은 6.1로 비교적 높다.
질산에 용해되면 원소 황을 방출한다. 가열하면 황과 비소 증기가 생성된다. 비소 함량이 46%인 황비철석은 황황과 함께 주요 비소 광석이다. 황비철석 광상이 대기에 노출되면 서서히 비소철로 변한다. 황비철석은 일반적으로 산성 광산 배수를 유발할 수 있는 황화철석과는 달리 산을 소모하는 황화물 광물이다.
결정 습성, 경도, 밀도, 그리고 타격 시 나는 마늘 냄새가 황비철석의 진단 기준이다. 옛 문헌에서는 황비철석을 독일에서 유래된 명칭인 미스피켈(mispickel)이라고 불린다. 때때로 '문딕(mundic)'이라고도 불리는데, 이는 콘월 방언에서 유래한 단어로 구리 광석을 지칭하며, 광산 부산물로 만든 골재 콘크리트의 열화 현상도 나타낸다.
황비철석은 또한 상당한 양의 금과 연관될 수 있다. 따라서 금을 함유한 암초의 지표로 사용된다. 많은 황비철석 금광석은 내화성이 있어 금이 광물 기질에서 시안화물로 쉽게 용출되지 않는다.
황비철석은 고온의 열수 광맥, 페그마타이트, 그리고 접촉 변성 작용이나 변성 작용이 일어나는 지역에서 발견된다.

## 같이 보기
- 광물 목록